# North American Soccer League 1976
La North American Soccer League 1976 fu la nona edizione dell'omonima lega calcistica. Parteciparono venti squadre e il titolo andò per la prima volta ad una squadra canadese, il Toronto Metros-Croatia.

## Avvenimenti
Nel 1976 il numero di partecipanti al campionato rimase invariato rispetto alla stagione precedente, grazie alla conferma di diciotto delle venti squadre e al trasferimento di due franchigie: i Denver Dynamos divennero i Minnesota Kicks, mentre i Baltimore Comets si trasformarono nei San Diego Jaws.
Nel corso del 1976 una selezione di giocatori della NASL partecipò, con il nome "Team America", al Torneo del Bicentenario, un torneo amichevole organizzato dalla federazione calcistica statunitense per celebrare i duecento anni dalla Dichiarazione d'indipendenza degli Stati Uniti d'America.

## Formula
Le squadre erano suddivise in base alla loro posizione geografica in due conference, ulteriormente ripartite in due division per ogni conference. Ogni squadra giocava 24 incontri, dodici in casa e altrettanti in trasferta, incontrando più frequentemente le squadre della propria conference. Le prime tre classificate di ogni conference venivano ammesse ai play-off per il titolo.
In questa stagione i play-off vennero espansi a dodici squadre: erano costituiti da un primo turno, quarti di finale, semifinali e finale. I turni precedenti la finale erano disputati in gara unica in casa della squadra meglio piazzata durante la stagione regolare, mentre il Soccer Bowl era ospitato in campo neutro: la sede per il 1976 fu il Kingdome di Seattle.
Confermato il sistema di punteggio: venivano attribuiti 6 punti per ogni vittoria, indipendentemente se raggiunta ai tempi regolamentari, ai supplementari o ai rigori, e 1 punto per ogni gol segnato, fino ad un massimo di 3 per ogni incontro. Una partita terminata ai rigori veniva considerata come terminata con un gol di scarto, aggiungendo un gol alla squadra vincitrice. Tale gol "fittizio" veniva calcolato nel computo dei gol segnati e subiti, inoltre poteva contribuire ai punti bonus per i gol segnati.

## Squadre partecipanti
| Club                   | Stagione | Città       | Stadio                             | Stagione precedente                              |
| ---------------------- | -------- | ----------- | ---------------------------------- | ------------------------------------------------ |
| Boston Minutemen       | dettagli | Boston      | Sargent Field                      | 1º posto in Northern Division                    |
| Chicago Sting          | dettagli | Chicago     | Soldier Field                      | 2º posto in Central Division                     |
| Dallas Tornado         | dettagli | Dallas      | Ownby Stadium                      | 4º posto in Central Division                     |
| Hartford Bicentennials | dettagli | Hartford    | Dillon Stadium                     | 5º posto in Northern Division                    |
| L.A. Aztecs            | dettagli | Los Angeles | Murdock Stadium                    | 3º posto in Western Division                     |
| Miami Toros            | dettagli | Miami       | Tamiami Stadium                    | 2º posto in Eastern Division                     |
| Minnesota Kicks        | dettagli | Minneapolis | Metropolitan Stadium (Bloomington) | Trasferimento dei Denver Dynamos                 |
| N.Y. Cosmos            | dettagli | New York    | Yankee Stadium                     | 3º posto in Northern Division                    |
| Philadelphia Atoms     | dettagli | Filadelfia  | Franklin Field                     | 4º posto in Eastern Division                     |
| Portland Timbers       | dettagli | Portland    | Civic Stadium                      | 1º posto in Western Division. Finalista play-off |
| Rochester Lancers      | dettagli | Rochester   | Holleder Memorial Stadium          | 4º posto in Northern Division                    |
| St. Louis Stars        | dettagli | Saint Louis | Francis Field                      | 1º posto in Central Division                     |
| S.A. Thunder           | dettagli | San Antonio | Alamo Stadium                      | 5º posto in Central Division                     |
| San Diego Jaws         | dettagli | San Diego   | Aztec Bowl                         | Trasferimento dei Baltimore Comets               |
| S.J. Earthquakes       | dettagli | San Jose    | Spartan Stadium                    | 5º posto in Western Division                     |
| Seattle Sounders       | dettagli | Seattle     | Kingdome                           | 2º posto in Western Division                     |
| T.B. Rowdies           | dettagli | Tampa       | Tampa Stadium                      | Vincitore                                        |
| Toronto Metros-Croatia | dettagli | Toronto     | Varsity Stadium                    | 2º posto in Northern Division                    |
| Vancouver Whitecaps    | dettagli | Vancouver   | Empire Stadium                     | 4º posto in Western Division                     |
| Washington Diplomats   | dettagli | Washington  | Woodson Stadium                    | 3º posto in Eastern Division                     |

## Classifiche regular season

### Atlantic Conference

#### Northern Division
|  | Pos. | Squadra                | Pt  | G  | V  | P  | GF | GS |
|  | ---- | ---------------------- | --- | -- | -- | -- | -- | -- |
|  | 1.   | Chicago Sting          | 132 | 24 | 15 | 9  | 52 | 32 |
|  | 2.   | Toronto Metros-Croatia | 123 | 24 | 15 | 9  | 38 | 30 |
|  | 3.   | Rochester Lancers      | 114 | 24 | 13 | 11 | 36 | 32 |
|  | 4.   | Hartford Bicentennials | 107 | 24 | 12 | 12 | 37 | 56 |
|  | 5.   | Boston Minutemen       | 74  | 24 | 7  | 17 | 35 | 64 |

#### Eastern Division
|  | Pos. | Squadra              | Pt  | G  | V  | P  | GF | GS |
|  | ---- | -------------------- | --- | -- | -- | -- | -- | -- |
|  | 1.   | T.B. Rowdies         | 154 | 24 | 18 | 6  | 58 | 30 |
|  | 2.   | N.Y. Cosmos          | 148 | 24 | 16 | 8  | 65 | 34 |
|  | 3.   | Washington Diplomats | 126 | 24 | 14 | 10 | 46 | 38 |
|  | 4.   | Philadelphia Atoms   | 80  | 24 | 8  | 16 | 32 | 49 |
|  | 5.   | Miami Toros          | 63  | 24 | 6  | 18 | 29 | 58 |

### Pacific Conference

#### Western Division
|  | Pos. | Squadra             | Pt  | G  | V  | P  | GF | GS |
|  | ---- | ------------------- | --- | -- | -- | -- | -- | -- |
|  | 1.   | Minnesota Kicks     | 138 | 24 | 15 | 9  | 54 | 33 |
|  | 2.   | Seattle Sounders    | 123 | 24 | 14 | 10 | 40 | 31 |
|  | 3.   | Vancouver Whitecaps | 120 | 24 | 14 | 10 | 38 | 30 |
|  | 4.   | Portland Timbers    | 71  | 24 | 8  | 16 | 23 | 41 |
|  | 5.   | St. Louis Stars     | 58  | 24 | 5  | 19 | 28 | 57 |

#### Southern Division
|  | Pos. | Squadra          | Pt  | G  | V  | P  | GF | GS |
|  | ---- | ---------------- | --- | -- | -- | -- | -- | -- |
|  | 1.   | S.J. Earthquakes | 123 | 24 | 14 | 10 | 47 | 30 |
|  | 2.   | Dallas Tornado   | 117 | 24 | 13 | 11 | 44 | 45 |
|  | 3.   | L.A. Aztecs      | 108 | 24 | 12 | 12 | 43 | 44 |
|  | 4.   | S.A. Thunder     | 107 | 24 | 12 | 12 | 38 | 32 |
|  | 5.   | San Diego Jaws   | 82  | 24 | 9  | 15 | 29 | 47 |

## Play-off

### Tabellone
|  | Primo turno | Primo turno            | Primo turno |  |  | Division Championships | Division Championships       | Division Championships |  |                 | Conference Championships | Conference Championships | Conference Championships |  |                        | Soccer Bowl            | Soccer Bowl     | Soccer Bowl |
|  |             |                        |             |  |  |                        |                              |                        |  |                 |                          |                          |                          |  |                        |                        |                 |             |
|  |             |                        |             |  |  | E1                     | T.B. Rowdies                 | 3                      |  |                 |                          |                          |                          |  |                        |                        |                 |             |
|  |             |                        |             |  |  | E1                     | T.B. Rowdies                 | 3                      |  |                 |                          |                          |                          |  |                        |                        |                 |             |
|  |             |                        |             |  |  | E2                     | N.Y. Cosmos                  | 1                      |  |                 |                          |                          |                          |  |                        |                        |                 |             |
|  | E2          | N.Y. Cosmos            | 2           |  |  | E2                     | N.Y. Cosmos                  | 1                      |  |                 |                          |                          |                          |  |                        |                        |                 |             |
|  | E2          | N.Y. Cosmos            | 2           |  |  |                        |                              |                        |  |                 |                          |                          |                          |  |                        |                        |                 |             |
|  | E3          | Washington Diplomats   | 0           |  |  |                        |                              |                        |  |                 |                          |                          |                          |  |                        |                        |                 |             |
|  | E3          | Washington Diplomats   | 0           |  |  |                        |                              |                        |  | T.B. Rowdies    | T.B. Rowdies             | 0                        |                          |  |                        |                        |                 |             |
|  |             |                        |             |  |  |                        |                              |                        |  | T.B. Rowdies    | T.B. Rowdies             | 0                        |                          |  |                        |                        |                 |             |
|  |             |                        |             |  |  |                        |                              |                        |  |                 | Toronto Metros-Croatia   | Toronto Metros-Croatia   | 2                        |  |                        |                        |                 |             |
|  |             |                        |             |  |  |                        |                              |                        |  |                 | Toronto Metros-Croatia   | Toronto Metros-Croatia   | 2                        |  |                        |                        |                 |             |
|  |             |                        |             |  |  |                        |                              |                        |  |                 |                          |                          |                          |  |                        |                        |                 |             |
|  |             |                        |             |  |  |                        |                              |                        |  |                 |                          |                          |                          |  |                        |                        |                 |             |
|  |             |                        |             |  |  | N1                     | Chicago Sting                | 2 (1)                  |  |                 |                          |                          |                          |  |                        |                        |                 |             |
|  |             |                        |             |  |  |                        |                              |                        |  |                 |                          |                          |                          |  |                        |                        |                 |             |
|  |             |                        |             |  |  | N2                     | Toronto Metros-Croatia (dtr) | 2 (3)                  |  |                 |                          |                          |                          |  |                        |                        |                 |             |
|  | N2          | Toronto Metros-Croatia | 2           |  |  |                        |                              |                        |  |                 |                          |                          |                          |  |                        |                        |                 |             |
|  | N2          | Toronto Metros-Croatia | 2           |  |  |                        |                              |                        |  |                 |                          |                          |                          |  |                        |                        |                 |             |
|  | N3          | Rochester Lancers      | 1           |  |  |                        |                              |                        |  |                 |                          |                          |                          |  |                        |                        |                 |             |
|  | N3          | Rochester Lancers      | 1           |  |  |                        |                              |                        |  |                 |                          |                          |                          |  | Toronto Metros-Croatia | Toronto Metros-Croatia | 3               |             |
|  |             |                        |             |  |  |                        |                              |                        |  |                 |                          |                          |                          |  | Toronto Metros-Croatia | Toronto Metros-Croatia | 3               |             |
|  |             |                        |             |  |  |                        |                              |                        |  |                 |                          |                          |                          |  |                        | Minnesota Kicks        | Minnesota Kicks | 0           |
|  |             |                        |             |  |  |                        |                              |                        |  |                 |                          |                          |                          |  |                        | Minnesota Kicks        | Minnesota Kicks | 0           |
|  |             |                        |             |  |  |                        |                              |                        |  |                 |                          |                          |                          |  |                        |                        |                 |             |
|  |             |                        |             |  |  |                        |                              |                        |  |                 |                          |                          |                          |  |                        |                        |                 |             |
|  |             |                        |             |  |  | W1                     | Minnesota Kicks              | 3                      |  |                 |                          |                          |                          |  |                        |                        |                 |             |
|  |             |                        |             |  |  | W1                     | Minnesota Kicks              | 3                      |  |                 |                          |                          |                          |  |                        |                        |                 |             |
|  |             |                        |             |  |  | W2                     | Seattle Sounders             | 0                      |  |                 |                          |                          |                          |  |                        |                        |                 |             |
|  | W2          | Seattle Sounders       | 1           |  |  |                        |                              |                        |  |                 |                          |                          |                          |  |                        |                        |                 |             |
|  | W2          | Seattle Sounders       | 1           |  |  |                        |                              |                        |  |                 |                          |                          |                          |  |                        |                        |                 |             |
|  | W3          | Vancouver Whitecaps    | 0           |  |  |                        |                              |                        |  |                 |                          |                          |                          |  |                        |                        |                 |             |
|  | W3          | Vancouver Whitecaps    | 0           |  |  |                        |                              |                        |  | Minnesota Kicks | Minnesota Kicks          | 3                        |                          |  |                        |                        |                 |             |
|  |             |                        |             |  |  |                        |                              |                        |  | Minnesota Kicks | Minnesota Kicks          | 3                        |                          |  |                        |                        |                 |             |
|  |             |                        |             |  |  |                        |                              |                        |  |                 | S.J. Earthquakes         | S.J. Earthquakes         | 1                        |  |                        |                        |                 |             |
|  |             |                        |             |  |  |                        |                              |                        |  |                 | S.J. Earthquakes         | S.J. Earthquakes         | 1                        |  |                        |                        |                 |             |
|  |             |                        |             |  |  |                        |                              |                        |  |                 |                          |                          |                          |  |                        |                        |                 |             |
|  |             |                        |             |  |  |                        |                              |                        |  |                 |                          |                          |                          |  |                        |                        |                 |             |
|  |             |                        |             |  |  | S1                     | S.J. Earthquakes             | 2                      |  |                 |                          |                          |                          |  |                        |                        |                 |             |
|  |             |                        |             |  |  | S1                     | S.J. Earthquakes             | 2                      |  |                 |                          |                          |                          |  |                        |                        |                 |             |
|  |             |                        |             |  |  | S2                     | Dallas Tornado               | 0                      |  |                 |                          |                          |                          |  |                        |                        |                 |             |
|  | S2          | Dallas Tornado         | 2           |  |  | S2                     | Dallas Tornado               | 0                      |  |                 |                          |                          |                          |  |                        |                        |                 |             |
|  | S2          | Dallas Tornado         | 2           |  |  |                        |                              |                        |  |                 |                          |                          |                          |  |                        |                        |                 |             |
|  | S3          | L.A. Aztecs            | 0           |  |  |                        |                              |                        |  |                 |                          |                          |                          |  |                        |                        |                 |             |
|  | S3          | L.A. Aztecs            | 0           |  |  |                        |                              |                        |  |                 |                          |                          |                          |  |                        |                        |                 |             |

### Primo turno
| New York 17 agosto 1976 | N.Y. Cosmos | 2 – 0 | Washington Diplomats | Shea Stadium (22.698 spett.) |

| Dallas 18 agosto 1976 | Dallas Tornado | 2 – 0 | L.A. Aztecs | Ownby Stadium (9.413 spett.) |

| Seattle 18 agosto 1976 | Seattle Sounders | 1 – 0 | Vancouver Whitecaps | Kingdome (30.406 spett.) |

| Toronto 18 agosto 1976 | Toronto Metros-Croatia | 2 – 1 | Rochester Lancers | Varsity Stadium (6.852 spett.) |

### Division Championships
| San Jose 20 agosto 1976 | S.J. Earthquakes | 2 – 0 | Dallas Tornado | Spartan Stadium (15.135 spett.) |

| Chicago 20 agosto 1976                       | Chicago Sting        | 2 – 2 | Toronto Metros-Croatia | Soldier Field (8.150 spett.) |
| \| \| \| \| \| \| Tiri di rigore 1 – 3 \| \| |                      |       |                        |                              |
|                                              |                      |       |                        |                              |
|                                              | Tiri di rigore 1 – 3 |       |                        |                              |

| Tampa 20 agosto 1976 | T.B. Rowdies | 3 – 1 | N.Y. Cosmos | Tampa Stadium (36.863 spett.) |

| Bloomington 21 agosto 1976 | Minnesota Kicks | 3 – 0 | Seattle Sounders | Metropolitan Stadium (41.405 spett.) |

### Conference Championships
| Tampa 24 agosto 1976 | T.B. Rowdies | 0 – 2 | Toronto Metros-Croatia | Tampa Stadium (28.046 spett.) |

| Bloomington 25 agosto 1976 | Minnesota Kicks | 3 – 1 | S.J. Earthquakes | Metropolitan Stadium (49.572 spett.) |

### Soccer Bowl
| Seattle 28 agosto 1976                                                | Toronto Metros-Croatia | 3 – 0 | Minnesota Kicks | Kingdome (25.765 spett.) |
| \| \| \| \| \| Eusébio 40’ Lukacević 53’ Ivair 82’ \| Marcatori \| \| |                        |       |                 |                          |
|                                                                       |                        |       |                 |                          |
| Eusébio 40’ Lukacević 53’ Ivair 82’                                   | Marcatori              |       |                 |                          |